# Erlenblättrige Eiche
Die Erlenblättrige Eiche (Quercus alnifolia) ist eine Laubbaumart aus der Gattung der Eichen (Quercus), die auf der Mittelmeerinsel Zypern heimisch ist. Die Art gehört zur endemischen Flora der Insel und kommt ausschließlich auf eruptiven Gesteinen des Troodos-Gebirges vor. Im Februar 2006 wurde die Erlenblättrige Eiche durch einen Beschluss der Regierung der Republik Zypern zum Nationalbaum von Zypern erklärt.

## Beschreibung
Die immergrüne, sehr langsamwüchsige Erlenblättrige Eiche ist ein stark verzweigter Strauch oder kleiner Baum mit breiter Krone, der Wuchshöhen von bis zu 8 Meter, selten bis zu 10 Meter erreichen kann. Der Stammdurchmesser kann bis zu 90 Zentimeter erreichen. Die Borke ist grau-braun und schuppig bis rissig. Die Zweige sind im ersten Jahr dicht gräulich sternhaarig-filzig behaart, später verkahlen sie. Die Knospen sind winzig, stumpf eiförmig und filzig. 
Die einfachen und wechselständigen, kurz gestielten Laubblätter sind dick, steif und lederig. Die seltener eiförmigen bis rundlichen oder verkehrt-eiförmigen Blattspreiten sind 1,5 bis 6 (maximal 10) cm lang und 1 bis 5 (maximal 8) cm breit. Die Blattoberseite ist glänzend dunkelgrün, die Unterseite dicht goldfarben (englischer Trivialname „Golden Oak“) bis bräunlich filzig behaart, mit hervortretenden Mittel- und Seitennerven. Die Blätter sind feinstachelspitzig und spitz bis stumpf. Der oft leicht umgebogene Blattrand ist ganzrandig oder mehr oder weniger deutlich stachelspitzig feingezähnt. Die kräftigen Blattstiele sind 6 bis 10 mm lang und sternhaarig-filzig behaart. Die hinfälligen, häutigen Nebenblätter werden etwa 6 mm lang.
Die Blüten sind eingeschlechtig. Die abstehenden bis hängenden männlichen Kätzchen sind in dichten Knäueln an den Enden der Zweige zusammengefasst. Sie sind dünn, 5 bis 8 cm lang, mit sternhaarig-filzigem Stiel und Blütenstandsachse. Die männlichen Blüten stehen einzeln oder in Gruppen zu zweit bis dritt, die einander genähert oder voneinander entfernt sind. Die einzelnen oder in Gruppen zu zweit oder dritt zusammengefassten weiblichen Blüten stehen sitzend bis kurz gestielt in den Blattachseln. 
Der kurz graufilzige und kurze Fruchtbecher ist dicht mit linealischen, zurückgeschlagenen Schuppen bedeckt. Die oft gegen den Grund verschmälerten, bespitzten Eicheln sind schmal verkehrt-eiförmig bis fast zylindrisch und etwa 2 bis 2,5 cm lang und 0,8 bis 1,2 cm breit.

## Taxonomie
Quercus alnifolia wurde 1842 von Joseph Poech erstbeschrieben. Sie gehört zur Sektion Cerris ebenso wie die meisten mediterranen immergrünen Eichenarten. Hybridisierung mit der Kermes-Eiche (Quercus coccifera subsp. calliprinos) kommt in der Natur gelegentlich vor.

## Verbreitung und Standort
Die Erlenblättrige Eiche wächst ausschließlich auf der ophiolithischen geologischen Formation des Troodos-Gebirges in Höhenlagen von 400 bis 1.800 m. Sie besiedelt entweder trockene Standorte in Vergesellschaftung mit Pinus brutia in der Assoziation Querco alnifoliae-Pinetum brutiae oder bildet dichte Macchien der Assoziation Crepido fraasii-Quercetum alnifoliae auf mittelfeuchten Standorten mit tiefgründigen Böden.

## Ökologische Bedeutung und Schutzmaßnahmen
Die Erlenblättrige Eiche besiedelt steinige und felsige Berghänge, wo sie erosionshemmend wirkt. In ihrem Verbreitungsgebiet ist Quercus alnifolia die wichtigste Waldbestände bildende Laubbaumart. Der größte Anteil der zyprischen Wälder besteht aus Nadelbaumarten wie Pinus brutia. In dichten Quercus-alnifolia-Macchien wird die Feuchtigkeitsbilanz deutlich begünstigt und tiefe Böden mit Mullhumus entstehen, wo schattenertragende Kräuter wachsen können.
Die Art wird durch das Forstgesetz von Zypern geschützt. Der Lebensraum „Strauch- und niedrige Waldvegetation mit Quercus alnifolia (9310)“ gilt als vorrangig zu schützender Lebensraumtyp (Direktive 92/43/EWG), für dessen Erhaltung besondere Schutzgebiete ausgewiesen werden müssen. Ausgedehnte Waldflächen sind zur Einbeziehung ins europäische ökologische Netzwerk Natura 2000 der Europäischen Union vorgeschlagen.

## Bildgalerie

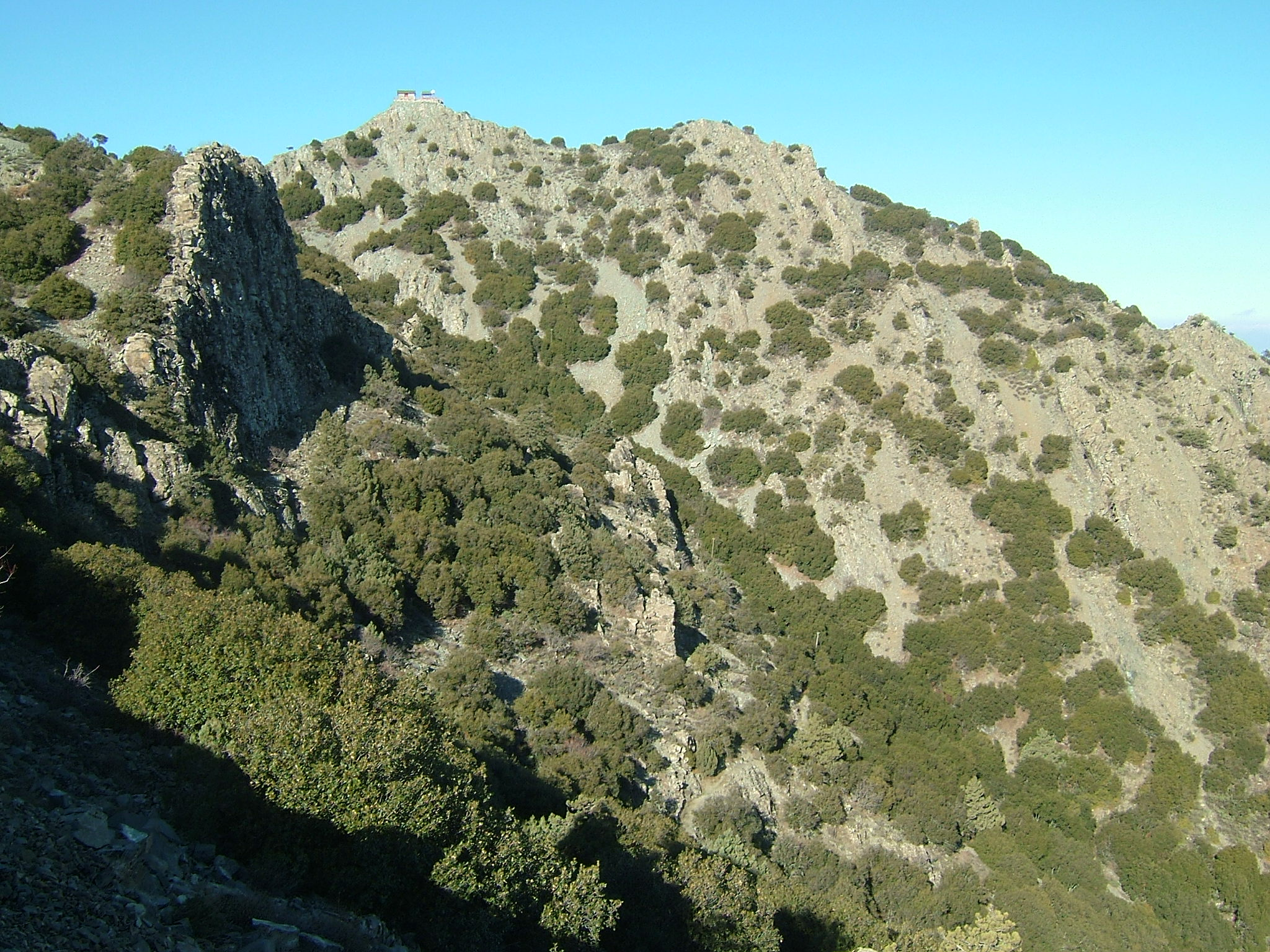
Bestände auf einem steinigen Hang bei Madari-Gipfel, Troodos-Gebirge
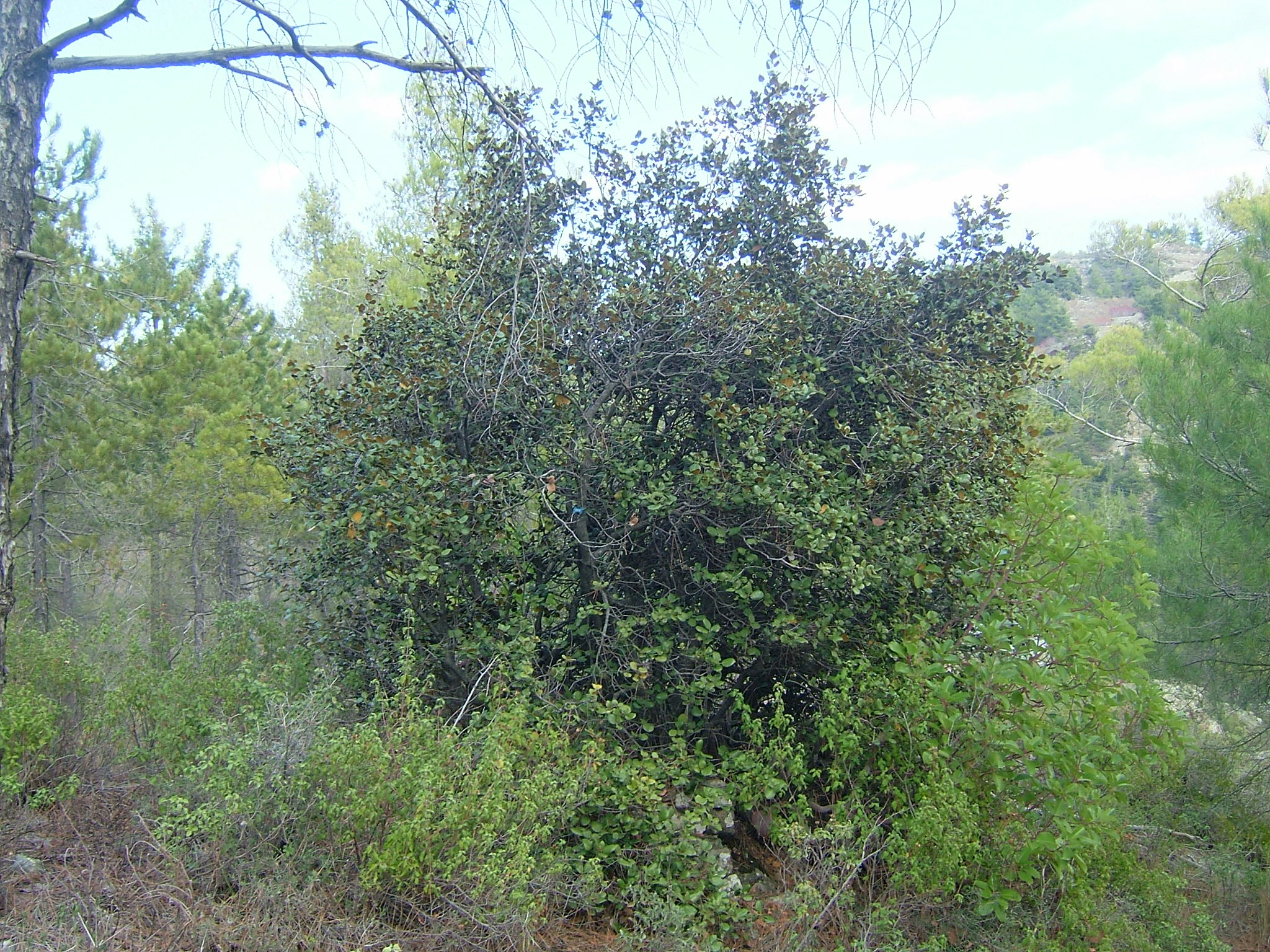
Ein höherer Strauch innerhalb eines Kieferbestandes bei Karvounas, Troodos-Gebirge
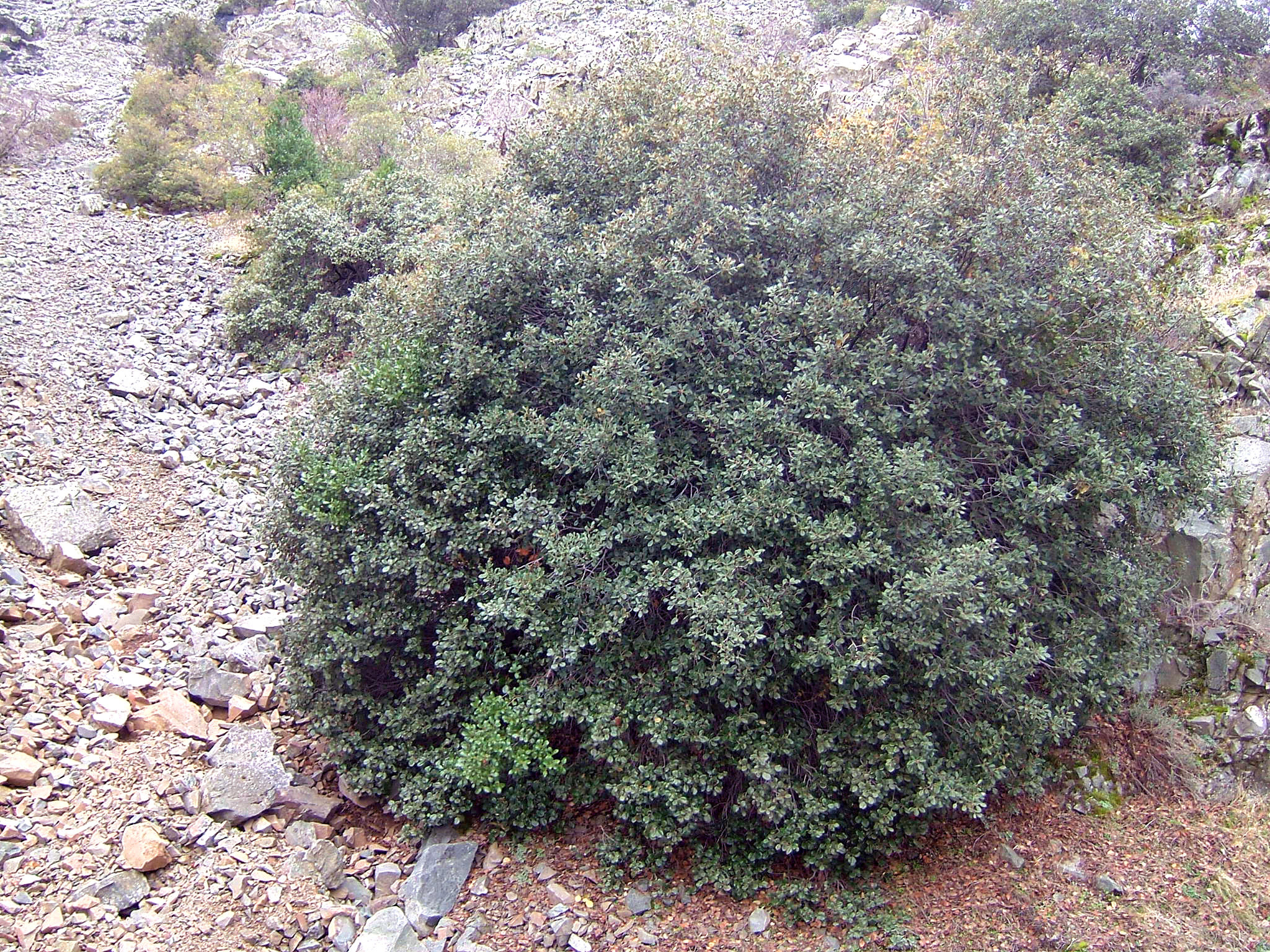
Ein kompakter Strauch beim Kionia-Gipfel, Troodos-Gebirge
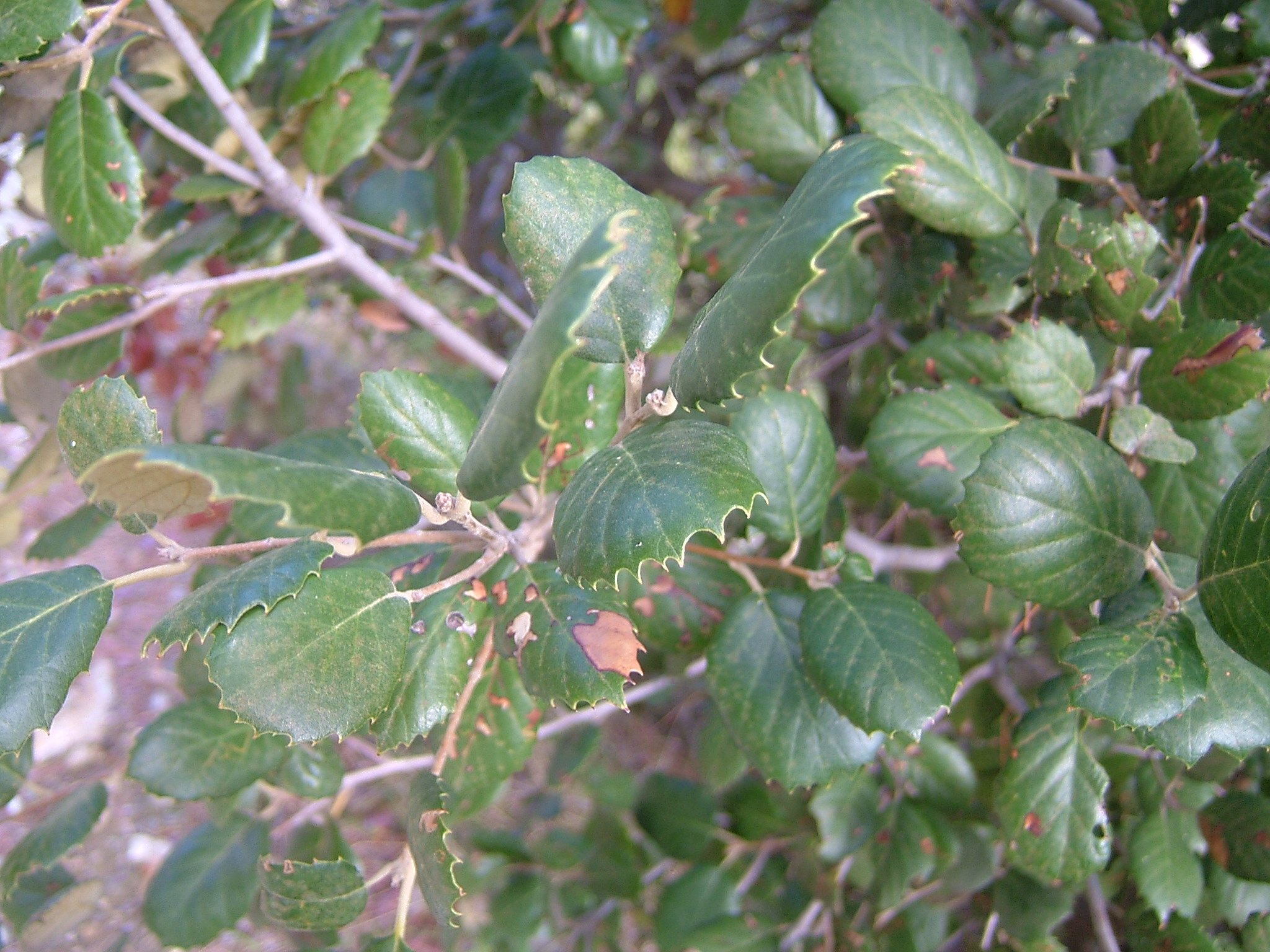
Blattoberseite
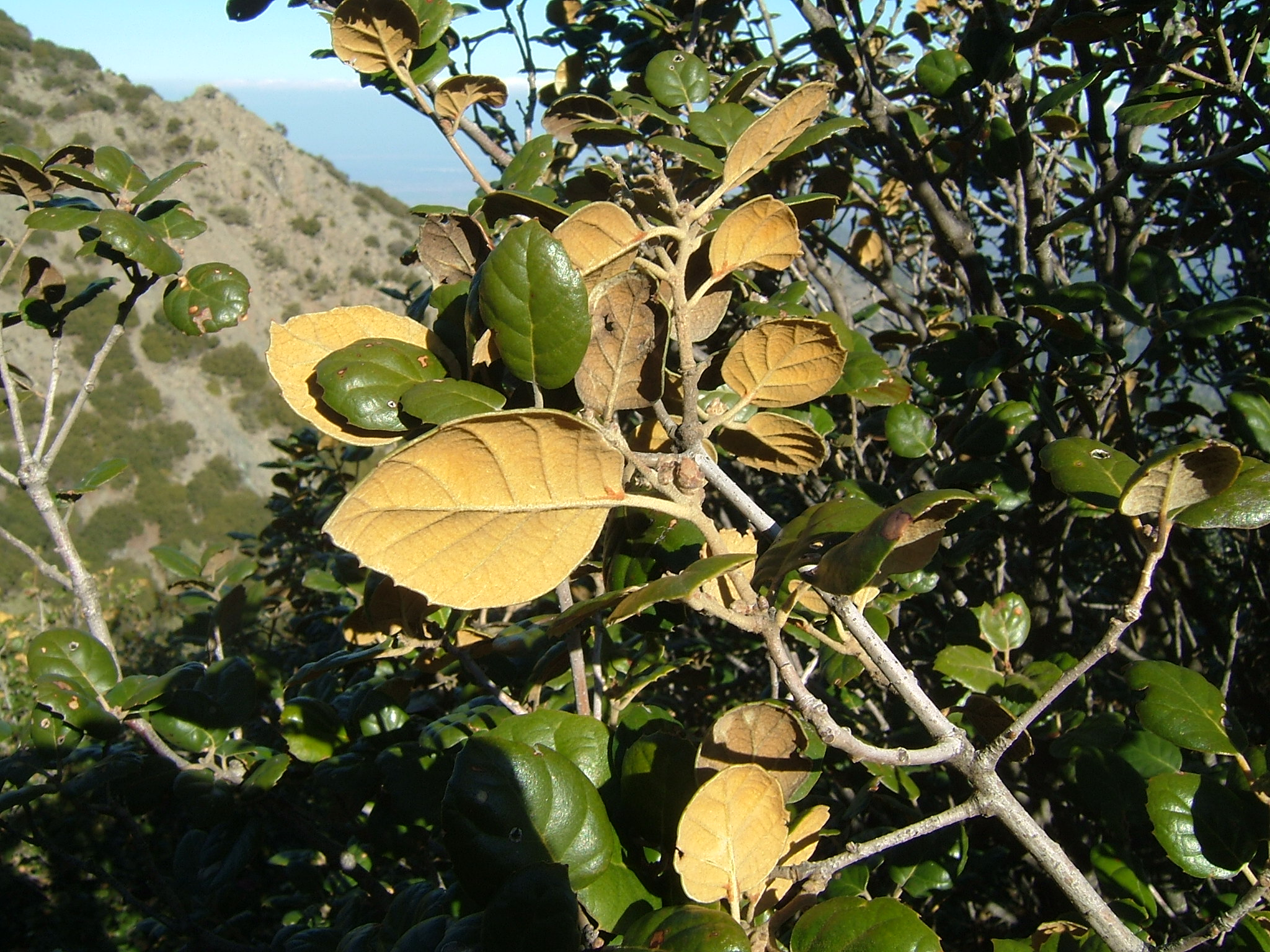
Blattober- und -unterseite
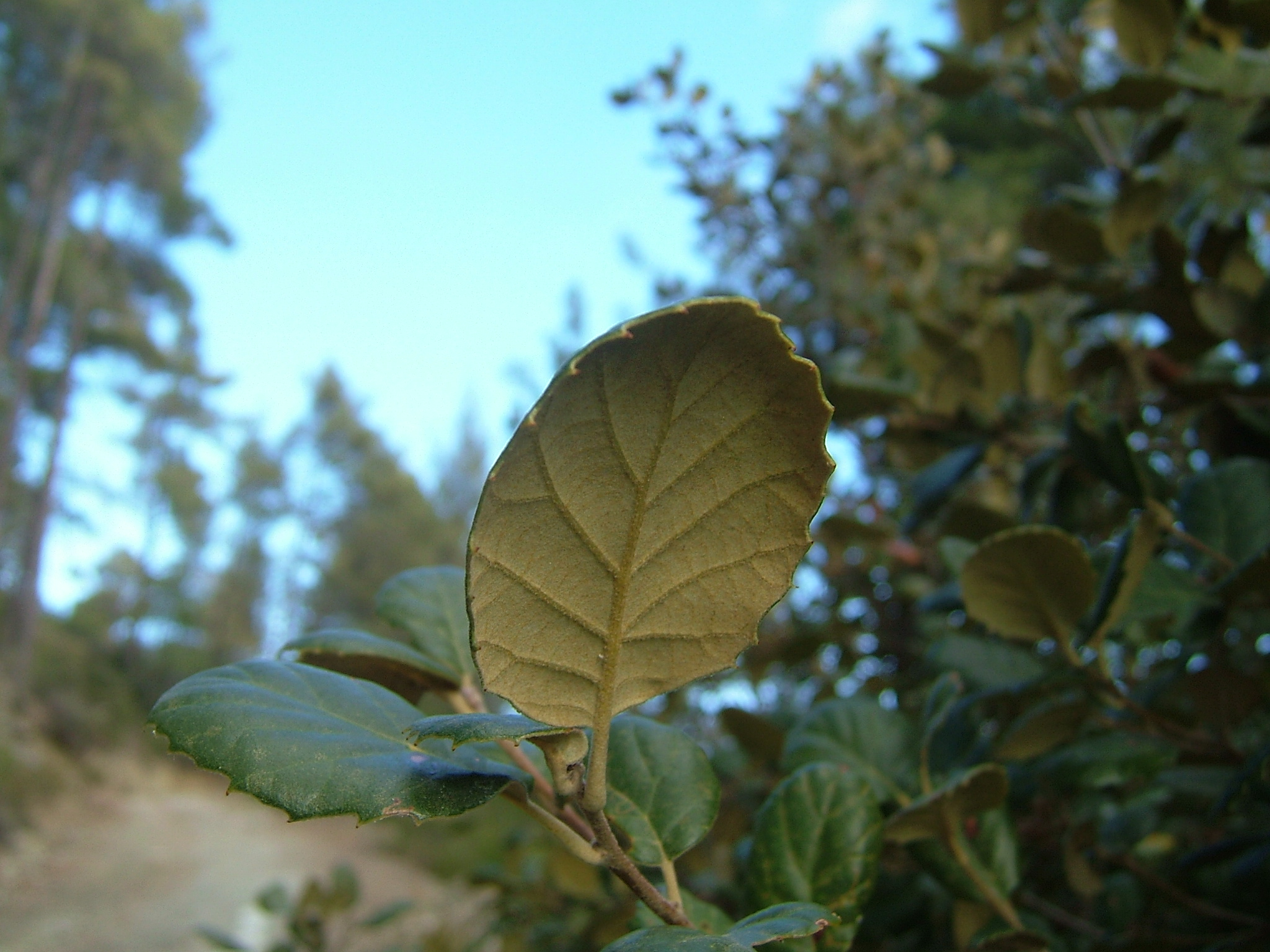
Blattunterseite
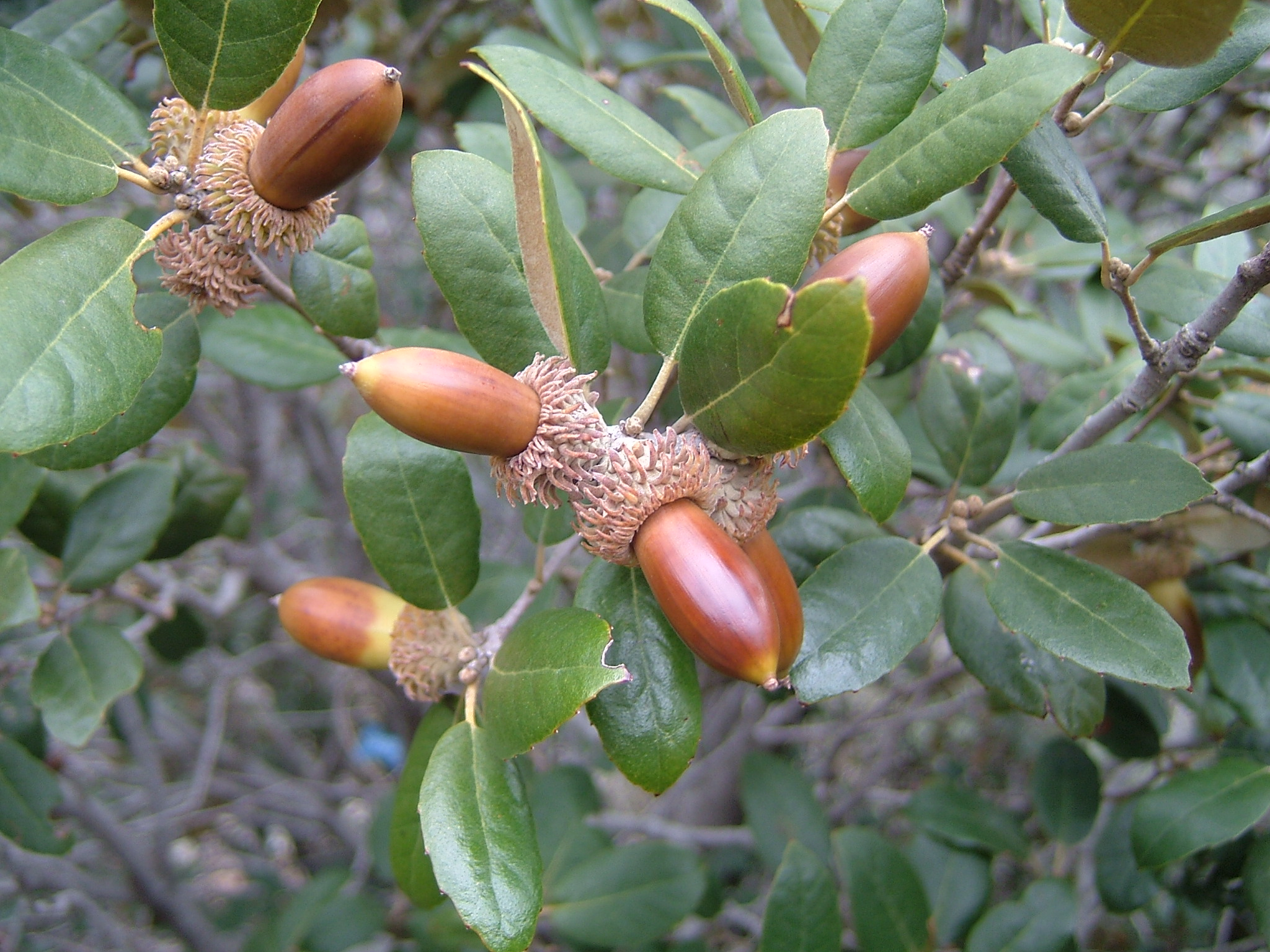
Eicheln